# IBM Plex
 (octobre 2023).
IBM Plex est une famille de polices de caractères libres publiée par IBM depuis 2018 sous la SIL Open Font License. Elle est conçue et développée par Mike Abbink chez IBM en collaboration avec Bold Monday pour refléter l'esprit de marque, les croyances et les principes de conception d'IBM et pour être utilisée pour toutes les expériences de marque à travers l'entreprise à l'échelle internationale. Plex remplace la police Helvetica qui était la police de caractères IBM après plus de cinquante ans, libérant ainsi l'entreprise des paiements de licence importants,.
La version 1.0 de la famille de polices comportait quatre polices de caractères, chacune avec 8 épaisseurs (fin, extra light, léger, regular, texte, moyen, semi-gras, gras) et de véritables italiques pour les compléter.

## Polices
- IBM Plex Sans - Une police sans empattement grotesque avec un design inspiré de Franklin Gothic. D'autres classifications sans empattement ont été rejetées parce qu'elles étaient trop douces (humaniste), inefficaces (géométriques) et trop perfectionnées (néo-grotesques). Certaines des fonctionnalités de Franklin Gothic telles que les bornes inclinées, un g à deux étages et une ligne horizontale à la ligne de base du 1 sont utilisées dans IBM Plex Sans.
- IBM Plex Sans Condensed - Une variante condensée d'IBM Plex Sans.
- IBM Plex Mono - Une police monospace basée sur IBM Plex Sans. Le design en italique a été inspiré par la police Italic 12 utilisée sur la machine à écrire IBM Selectric : ceci est particulièrement évident avec les lettres i, j, t et x en italique.
- IBM Plex Serif - Une police serif de transition avec un design inspiré par Bodoni et Janson. D'autres classifications avec empattement ont été rejetées parce qu'elles étaient trop humanistes et dépassées (à l'ancienne) et trop maladroites et non raffinées pour un texte long (slab-serif). Certaines des fonctionnalités de Bodoni telles que les bornes à bille et les empattements rectangulaires sont utilisées dans IBM Plex Serif.

## Format unicode
Depuis la version 1.0, les polices IBM Plex prennent en charge plus de 100 langues, la plupart utilisant l'alphabet latin (y compris le vietnamien), ainsi que le cyrillique (sauf pour IBM Plex Sans Condensed). Dans la version 3.0 d'IBM Plex Sans, le support du grec diacritique a été ajouté. Pour les autres systèmes d'écriture, des polices séparées ont été créées sans italique.
Il existe également un support pour les symboles mathématiques et monétaires courants (y compris Bitcoin (₿) #U+20BF qui a été ratifié en Unicode en 2017) ainsi que des ligatures telles que fi et fl, ainsi que des variantes stylistiques pour a, g et 0.
Il existe quelques symboles inédits pour IBM Plex Sans Condensed, IBM Plex Mono et IBM Plex Serif, tels que le signe de devise générique (¤), le symbole prime (′) et le symbole double premier (″). De plus, Mike Abbink a confirmé la prise en charge du bloc opérateurs mathématiques et la prise en charge des symboles utilisés dans le langage de programmation APL en 2019,.
Les logos FCC #ECE0 et CE #EFCC sont codés sous forme de glyphes dans la zone d'utilisation privée. Avant la version 1.0, cinq logos IBM (logos pleins et à 8 barres et logo I-Bee-M) #EBE1 à #EBE7 étaient également codés sous forme de glyphes.

## Licence
IBM a autorisé les fichiers de polices uniquement sous la licence SIL Open Font (SIL OFL). Bien qu'entre le 9 août 2018 et le 21 août 2018, les polices disposaient en outre d'une double licence sous la licence Apache. Cet accord de double licence a été annulé en raison de préoccupations selon lesquelles la licence Apache ne convient pas aux polices. La licence SIL OFL est gratuite et open source ; cependant, FontLab Studio, qui est un logiciel propriétaire, est nécessaire pour créer les polices à partir des sources.
Bold Monday fournit également du code de développement Web en CSS, SCSS et JavaScript qui est lié aux polices sous la licence Apache.
Le nom d'IBM Plex est réservé, comme le permet le SIL OFL et la marque déposée à partir de décembre 2017.